# Чилийский национальный музей естественной истории
Чилийский национальный музей естественной истории (исп. Museo Nacional de Historia Natural de Chile) — один из трёх национальных музеев Чили, наряду с Национальным музеем изящных искусств и Дворцом Королевского двора Сантьяго. Расположен в парке Кинта-Нормаль и был основан в 1830 году французским натуралистом Клодом Ге.

## История
Музей является одним из старейших музеев естественной истории в Южной Америке. Основан 14 сентября 1830 года французским натуралистом Клодом Ге по заказу чилийского правительства. Первым директором был француз Жан-Франсуа Доксион-Лавес. Упор композиций был сделан на биологию и географию Чили, в том числе на сельскохозяйственные культуры и минеральные ресурсы. Существующее здание музея было построено в 1875 году как павильон для Чилийской международной выставки.
В 1889 году были созданы отделы ботаники, зоологии и минералогии. «Национальный музейный бюллетень» был впервые опубликован в 1908 году и продолжает выпускаться под названием «Бюллетень Национального музея естественной истории». Землетрясения в августе 1906 года и апреле 1927 года повредили здание музея.

## Экспонаты и коллекции
В музее имеется двенадцать постоянных экспозиций:
- Биогеография Чили занимает большую часть первого этажа;
- Интерактивные детские игры о наземных экосистемах;
- Экспонаты Центрального зала, включая 17-метровый скелет сейвала;
- Минералы, с акцентом на бум нитратов в начале XX века;
- Насекомые, включая крупных ископаемых стрекоз;
- Моллюски;
- Позвоночные мезозойской эры, включая образец Carnotaurus sastrei;
- Чилийская древесина;
- Чилийская археология;
- Острова Хуан-Фернандес;
- Культурная антропология, охватывающая народы аймара, арауканы, селькнамы, рапануйцы, алакалуфы и яганы. В музее находится лучшая в мире публичная коллекция артефактов ронго-ронго;
- Использование меди, коллекция государственной горнодобывающей корпорации CODELCO.

В музее хранятся самые старые мумии в мире, возраст которых составляет около 7400 лет (на 2000 лет старше их египетских аналогов). Пятнадцать из них были подвергнуты компьютерной томографии в конце 2016 года, и учёные надеются узнать больше о процессе мумификации, используемом народом Чинчорро в Чили. 15 мумий были женщинами и детьми, к которым применялись различные методы мумификации.
В музее хранится коллекция моллюсков из Чили и других частей света. Коллекция относится к началу изучения естественной истории Чили. Хуан Молина собрал 11 видов моллюсков в 1782 году. Французские зоологи опубликовали исследования моллюсков в Чили в 1800-х годах. По состоянию на 2003 год коллекция моллюсков была организована и каталогизирована, включая пожертвования и обмены, сделанные директором Филиппи до конца его срока в 1897 году. Геолог Умберто Фуэнсалида был директором с 1949 по 1963 год: его пребывание на этом посту было отмечено грандиозным расширением музея с образованием лаборатории малакологии под руководством профессора Нибальдо Бахамонде.
Морские окаменелости позднего миоцена и раннего плиоцена были добыты из морских песчаниковых отложений на северо-центральном побережье Чили в начале 1990-х годов и вскоре после этого добавлены в коллекцию музея.

## Отделы и надзор
В музее пять отделов — ботаника, зоология, энтомология, антропология и палеонтология. Отдел ботаники включает гербарий из 3700 видов, датируемых 1830 годом. 90 % типовых образцов чилийских видов размещены здесь. Отдел зоологии содержит четырнадцать голотипов, в основном чилийских морских и пресноводных рыб. Антропологический отдел уделяет особое внимание археологии Центрального Чили через Империю инков и культурным артефактам современных или недавно вымерших народов Чили и острова Пасхи. Одной из его обязанностей является уход за мумией Пломо.

### Директора
Музеем руководит директор Службы национального культурного наследия, которая является подразделением министерства культуры, искусств и наследия Чили:
- 1830 год: француз Жан-Франсуа Доксион-Лавес был первым директором[3];
- 1853 год: немецкий врач Родульфо Филиппи нанят в качестве натуралиста, директора и куратора;
- 1897 год: Федерико Филиппи, сын Родульфо;
- 1910 год: врач Эдуардо Мур (до 1927);
- 1928 год: инженер-строитель Рикардо Латчам;
- 1943 год: натуралист Энрике Жигу (до 1948 года);
- 1949 год: геолог Умберто Фуэнсалида;
- 1964 год: антрополог Грета Мостни руководила музеем до 1982 года[11].